# مرکز گردهمایی

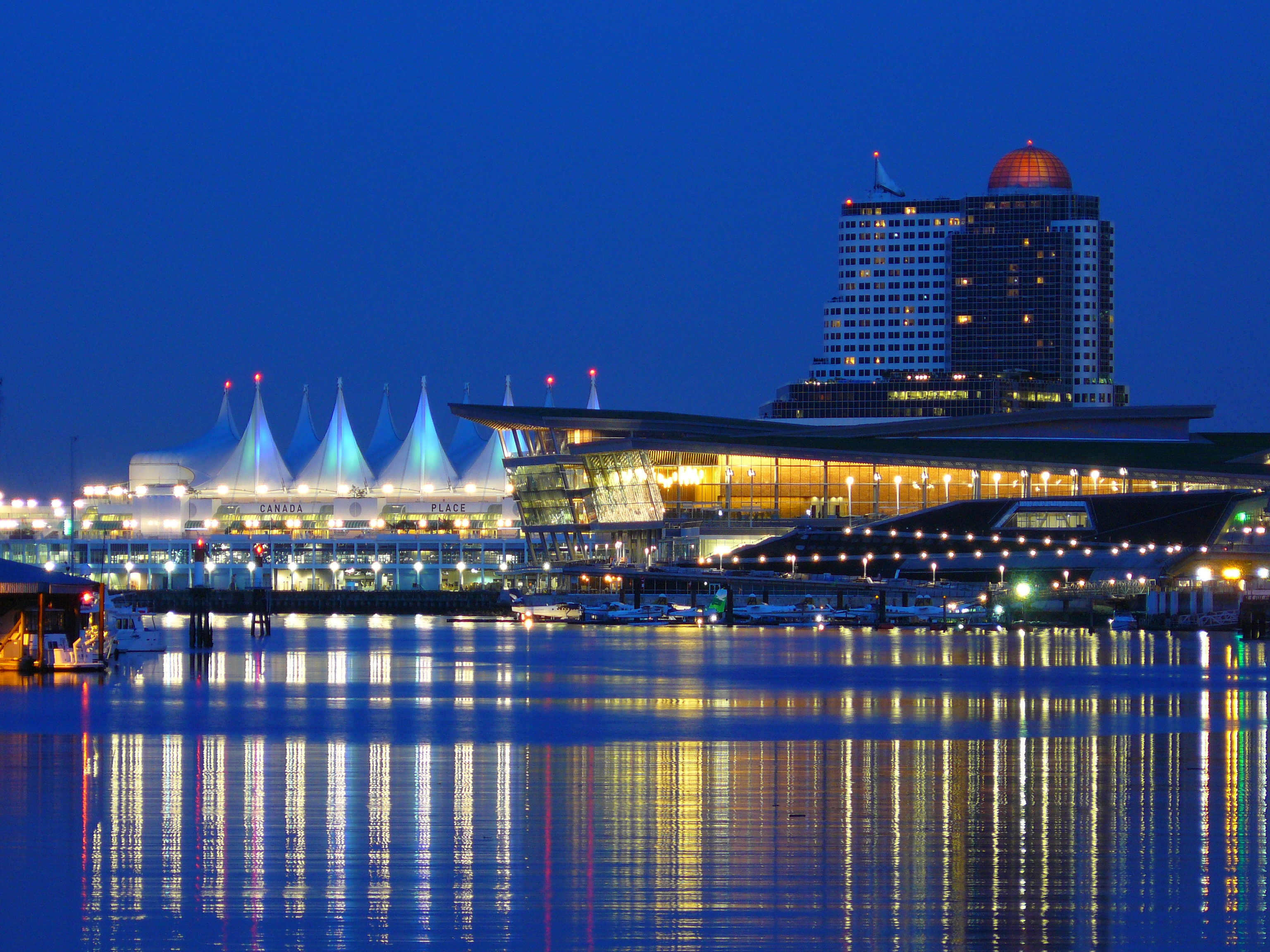
ساختمان‌های مرکز همایش‌های ونکوور، ونکوور، کانادا

مرکز گردهمایی (به انگلیسی: Convention Center)، ساختمان‌های‌بزرگ و مجهزی هستند که جهت برگزاری کنفرانس‌ها و همایش‌ها طراحی شده‌اند. این ساختمان‌ها شامل سالن‌های کنفرانس و سالن‌های‌ اصلی بزرگ جهت برگزاری مراسم‌های رسمی یک همایش می‌باشند. معمولاً یک سالن اصلی که بزرگ‌ترین سالن در مرکز همایش‌ها است به محل برگزاری مراسم آغازین (گشایش یا افتتاحیه) و مراسم پایانی (اختتامیه) اختصاص می‌یابد. 
در مراکز همایش‌ افراد و گروه‌ها برای آگاهی‌رسانی و همرسانی کردن منافع مشترک جمع می‌شوند. مرکز همایش‌ها عموماً به گسترگی کافی برای جابجایی چند هزار نفر شرکت‌کننده طراحی شده‌‌است. مراکز نمایشگاه بسیار بزرگ، مناسب برای نمایشگاه‌های بزرگ بازرگانی، گاهی به عنوان مراکز نمایشگاه شناخته می‌شوند. مراکز همایش معمولاً دارای یک تالار مرکزی (کانونی) هستند و همچنین ممکن است شامل تالار کنسرت، سالن سخنرانی، اتاق نشست‌ها و تالار کنفرانس باشد. 

## نگارخانه

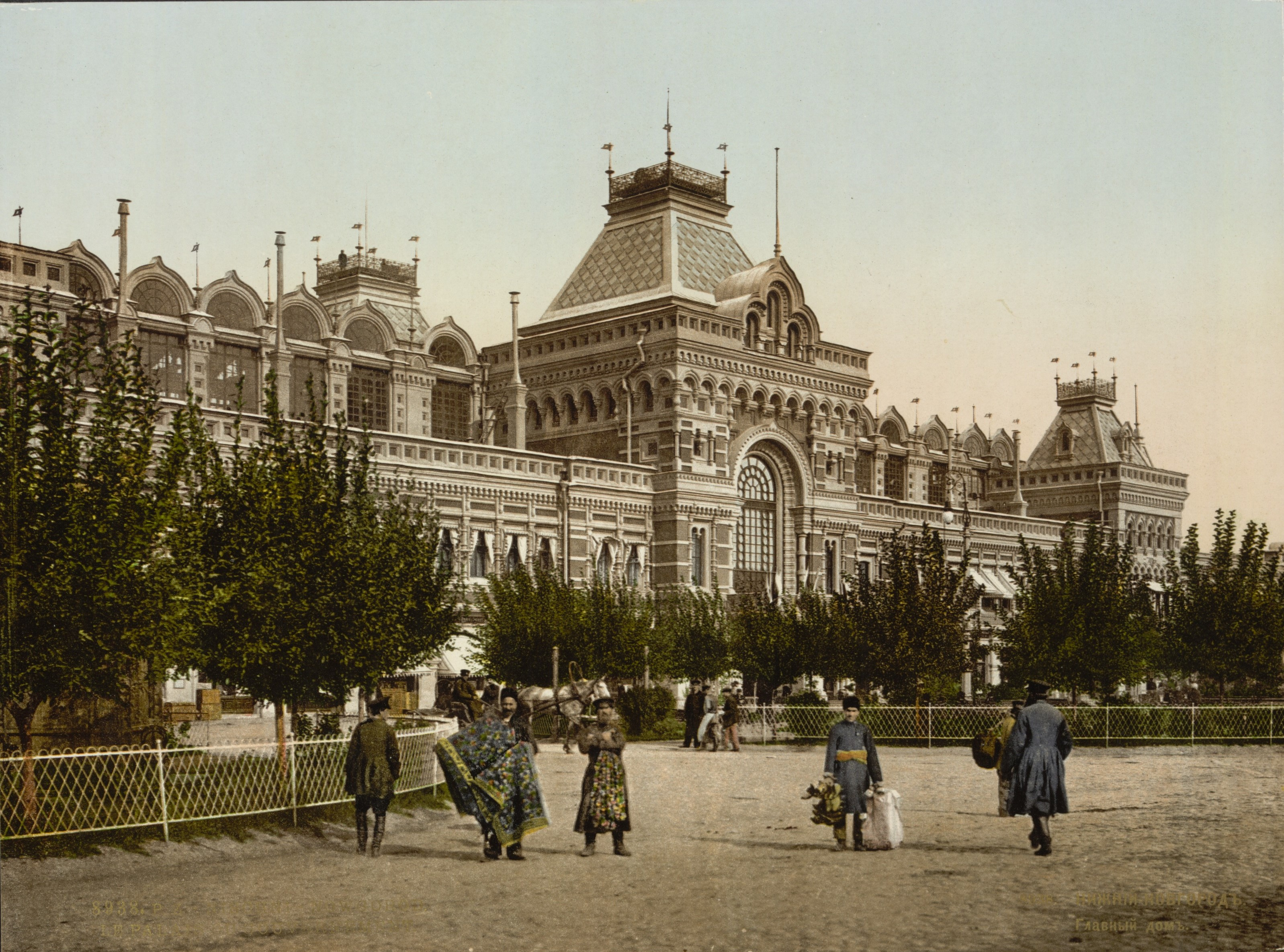
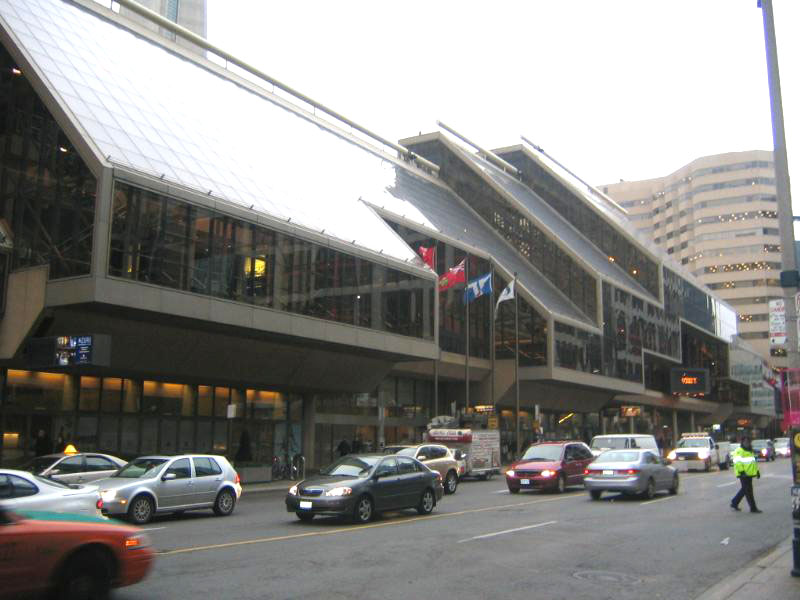
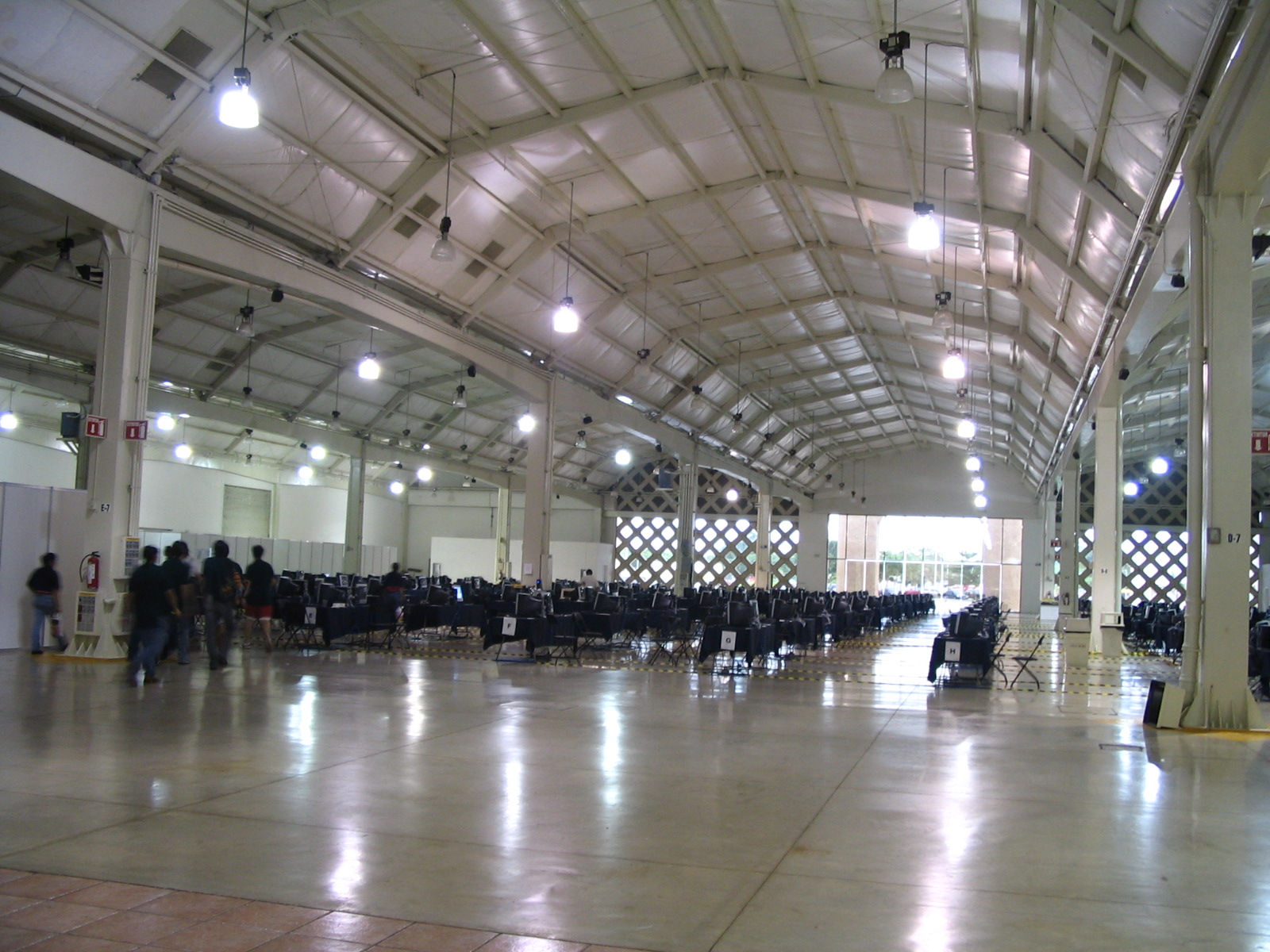
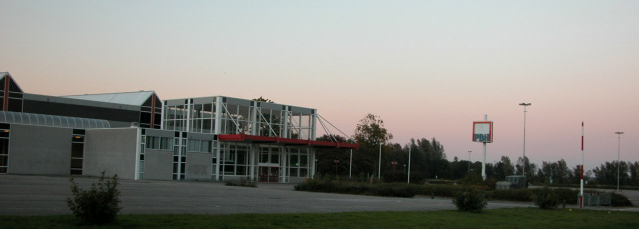